# Zaricine, Sloveanoserbsk
Zaricine (în ucraineană Зарічне) este un sat în comuna Vesneane din raionul Sloveanoserbsk, regiunea Luhansk, Ucraina.

## Demografie
Componența lingvistică a localității Zaricine
     Rusă (82,56%)
     Ucraineană (17,44%)
Conform recensământului din 2001, majoritatea populației localității Zaricine era vorbitoare de rusă (82,56%), existând în minoritate și vorbitori de ucraineană (17,44%).